# Formelkomposition
Formelkomposition ist eine Kompositionstechnik, die von dem deutschen Komponisten Karlheinz Stockhausen maßgeblich entwickelt und in seinen letzten Lebensjahren quasi ausschließlich verwendet wurde. Einer Formelkomposition liegt die sogenannte „Formel“ zugrunde, ein kurzes, meistens einstimmiges melodisches Fragment, das häufig sehr genau mit musikalischen Vortragsbezeichnungen in allen Parametern ausgestattet ist. Durch herkömmliche kompositorische Mittel wie Augmentation, Diminution, Transposition, Abspaltung usw. bestimmt die Formel Makro- und Mikro-Struktur der Komposition. Die größte Augmentation der Formel repräsentiert dabei in der Regel das Formschema des Stückes.
Eine Formel mit mehr als einer Schicht bezeichnet man als „Superformel“.
Obwohl auch andere Komponisten in Formeltechnik komponierten und komponieren, ist der Begriff „Formelkomposition“ untrennbar mit dem Namen Karlheinz Stockhausen, der den Begriff auch in der Analyse seiner eigenen Werke erstmals verwendete, verbunden.

## Werke von Karlheinz Stockhausen in Formelkompositionstechnik
(Auswahl)
- Licht, siebenteiliger Opernzyklus, aufgebaut auf einer dreiteiligen Superformel
- Mantra für zwei Klaviere
- Inori für Tänzer-Mime und Orchester
- Harlekin für Klarinette solo